# Avenue Émile Zola (stanice metra v Paříži)
Avenue Émile Zola je nepřestupní stanice pařížského metra na lince 10 v 15. obvodu v Paříži. Nachází se pod Avenue Émile Zola.

## Historie
Stanice byla otevřena 13. července 1913 jako součást prvního úseku linky 8 Opéra ↔ Beaugrenelle (dnes Charles Michels).
27. července 1937 došlo v této části Paříže ke změnám v síti metra. Do provozu byl uveden úsek od stanice La Motte-Picquet – Grenelle po Balard, čímž došlo k plánovanému rozvětvení linky 8. Ovšem větev La Motte-Picquet – Grenelle ↔ Porte d'Auteuil, kde se nachází Avenue Émile Zola, byla zároveň odpojena od linky 8 a stala se součástí linky 10. Ta sem mezitím byla prodloužena ze stanice Duroc.

## Název
Stanice má název podle ulice, pod kterou se nachází, a která nese jméno francouzského spisovatele Émila Zoly.